# Stronger than pride
Stronger than pride is het derde studioalbum van de Engelse band Sade. Het werd uitgebracht in 1988 door Sony Music Entertainment. In de Nederland werden meer dan 60.000 exemplaren van het album verkocht, hetgeen resulteerde in een bekroning met platina.

## Track list
1. Love Is Stronger Than Pride (Sade, Andrew Hale, Stuart Matthewman) – 4:20
2. Paradise (Adu, Hale, Matthewman, Paul S. Denman) – 4:05
3. Nothing Can Come Between Us (Adu, Matthewman, Hale) – 4:25
4. Haunt Me (Adu, Matthewman) – 5:53
5. Turn My Back on You (Adu, Hale, Matthewman) – 6:09
6. Keep Looking (Adu, Hale) – 5:24
7. Clean Heart (Adu, Matthewman, Hale) – 4:04
8. Give It Up (Adu, Matthewman, Hale) – 3:52
9. I Never Thought I'd See the Day (Adu, Leroy Osbourne) – 4:16
10. Siempre Hay Esperanza (Matthewman, Adu, Osbourne) – 5:15